# Aalen–Donauwörth-vasútvonal
Az Aalen–Donauwörth-vasútvonal vagy más néven a Riesbahn egy normál nyomtávolságú, 15 kV, 16,7 Hz-cel villamosított vasútvonal Németországban Aalen (Baden-Württemberg) és Donauwörth (Bajorország) között. A vonal hossza 68,6 km, engedélyezett sebesség 120 km/h.